# Status (singolo)
Status è un singolo del rapper italiano Marracash, pubblicato il 6 maggio 2014 come primo estratto dall'album omonimo.

## Descrizione
Undicesima traccia dell'album, Status è stato prodotto da Don Joe dei Club Dogo ed è caratterizzato da un campionamento del brano Fuckin' in the Bushes degli Oasis, presente in Standing on the Shoulder of Giants (2000).
Il singolo è stato reso disponibile per il download digitale il 6 maggio 2014, per poi entrare in rotazione radiofonica due giorni più tardi.

## Tracce
1. Status – 4:01

## Classifiche
| Classifica (2014) | Posizione massima |
| ----------------- | ----------------- |
| Italia            | 2                 |